# ミシェル・バックマン
ミシェル・マリー・バックマン（英語: Michele Marie Bachmann、1956年4月6日 - ）は、アメリカ合衆国の政治家、弁護士。草の根保守派運動のティーパーティー運動を支持しており、ティーパーティー議員連盟の創設者でもある。2012年アメリカ合衆国大統領選挙の共和党候補の1人であった。

## 生い立ち及び経歴
1956年4月6日にアイオワ州ウォータールーで、ノルウェー系ルーテル派の父のデイビッド・ジョン・アンブルと、母のアーリーンとの間に誕生した。両親は民主党の支持者であった。幼少期の1968年にアイオワ州からミネソタ州に引っ越すが、後に両親は離婚し、父のデイビッドはカリフォルニア州に移住し、彼女はミネソタ州アノカで、ファーストナショナル銀行に勤める母のアーリーンの元で育った。10代の頃に母は再婚し、再婚相手との間に9人の子供を儲けるに至った。1974年にアノカ高等学校を卒業し、卒業後の同年夏にイスラエルのベエルシェバ近郊のキブツでボランティア活動に参加した。
ウィノナ州立大学で文学と政治学を専攻し、1978年に卒業した。在学中の1976年に同じくウィノナ州立大学の福音派クリスチャン学生グループのメンバーであったマーカス・D・バックマンと出会う。当時は婚約者であったマーカスと共に、福音派の神学者で哲学者であるフランシス・シェーファーの映画『それでは如何に生きるべきか』に基づく妊娠中絶反対運動に参加する。二人で妊娠中絶をする病院の前での祈りや「路上でのカウンセリング」といったプロライフ運動の活動に参加した。2人は1978年9月10日にマーカスの家族が所有するウィスコンシン州の酪農場で結婚した。1976年アメリカ合衆国大統領選挙ではマーカスと共に民主党のジミー・カーターのキャンペーン活動に参加するが、大統領になったカーターのリベラルな公共政策の方針・妊娠中絶合法化の支持・ガソリンの増税といった政策に失望し、1980年アメリカ合衆国大統領選挙では共和党のロナルド・レーガンのキャンペーン活動に参加する。
1986年にO・W・コバーン・ロースクール（当時はオーラル・ロバーツ大学の一部であった。）で法務博士の学位を取得した。1988年にウィリアム&メアリー大学マーシャル-ワイス法科大学院で税法の法学修士の学位を取得。その後、夫のマーカスとともにミネソタ州のスティルウォーターに在住し、1993年まで税務弁護士としてアメリカ合衆国内国歳入庁（IRS）で働く。4番目の子供を産んだ際に、母親業に専念するためにIRSを辞職した。1991年にプロライフのための反対運動により政治活動家としてメディアの注目を集める。
1999年11月にミネソタ州スティルウォーターの教育委員の選挙に他の4人の共和党候補と共に出馬するが全員落選した。2000年に第56区の州議会上院議員選挙に共和党の候補として出馬して初当選。2001年1月から2003年1月まで56区の上院議員を勤めた後、新しく区割りされた第52区から出馬して当選した。2007年1月まで52区の上院議員を勤めた。

## 国政進出
2006年に共和党でミネソタ州第6区の下院議員マーク・ケネディが上院選挙に出馬するのに伴い、同区から下院選挙に出馬した。この年の中間選挙ではイラク戦争における戦局が最大限に悪化していたことから共和党候補は軒並み逆風下にあったものの、次点のパティ・ウェッタリングの42パーセントに対して50パーセントの得票で勝利を収め、2008年・2010年に再選を果たした。
2011年のバラク・オバマ大統領の一般教書演説の際には、ポール・ライアンによる共和党の公式な反論演説とは別に、ティーパーティー運動の支持団体であるティーパーティーエクスプレスを通して反論演説を行った。。
2011年6月27日にアイオワ州ウォータールーで2012年アメリカ合衆国大統領共和党予備選挙への出馬を正式に表明した。8月13日にアイオワ州エイムズで行われた共和党候補の指名を争う模擬選挙では28.6パーセントで1位を獲得した（有力候補の1人であるミット・ロムニーは投票不参加）。しかし、2012年1月3日に行われたアイオワ州共和党党員集会での予備選挙では6位に終わり、翌日大統領予備選挙から離脱することを発表した。2014年の下院議員選挙には出馬せず、2015年1月の任期満了をもって政界を引退した。

## 政治的立場

### 外交政策
対イラン政策では、外交術は「アメリカの選択肢である」と述べる一方で、核攻撃も含めた他の選択肢を外すべきでは無いとも述べている。また、「長年に渡るイスラエルの支持者」であるとも述べている。

## 失言
度重なる失言で勢いを失ったサラ・ペイリンにかわって保守派の女性候補として期待されたが、彼女もまた度重なる失言や根拠の無い流言を流している。
- 「私はジョン・ウェイン（政治的には保守タカ派の俳優として有名だった）と同郷です」と発言したが、彼はウィンターセットの生まれで、ウォータールーにいたのはピエロの連続殺人犯として有名なジョン・ウェイン・ゲイシー（犯罪に手を染め始めたのがウォータールーで、後にシカゴを中心に犯罪を繰り返した）であり失笑を買った。
- 「ワシントンで会った日本人男性に聞いた話」と前置きをし、「日本の医療保険は破綻している。診察はずっと待たなければならないし、国民は医療制度に対して声を上げるのを恐れている。というのも国民皆保険制度は政府の管轄にあるので不満を言ってしまうとブラックリスト入りし、医療を受けられないからだ」とオバマ政権の薦める医療制度改革を批判した。これに対して報道陣は、日本の病院は待ち時間が長いものの、多くの病院が予約無しで受診でき、年間平均14回受診していることを挙げて上記の日本の医療制度に対する見識を全くの的外れであると指摘した。
- 大統領予備選挙では最初の場所であるニューハンプシャー州で「この地はアメリカ独立戦争の火蓋を切った銃声が轟いた地だ」と発言した（実際開戦の地になったのはマサチューセッツ州）。
- オバマ大統領のインド訪問について「（訪問にかかる費用は）1日2億ドルもの血税が使われている!」と批判したが、ホワイトハウスは「非現実的だ」と反論した。独立系政治サイト「factcheck.org」も、アフガニスタンにおけるアメリカ軍が投じる1日当たりの費用は1億9000万ドルだと指摘して疑問を呈している。

## 参照
1. 1 2 3  “Bachmann, Michele - Biographical Information”.   United States Congress (2008年). 2008年11月30日閲覧。
2. ↑  旧姓はアンブル（Amble）。
3. ↑  "Rep. Michele Bachmann Delivers Tea Party Response to State of the Union." PBS NewsHour, 2011年10月4日閲覧.
4. ↑  Chris Cillizza, "Michele Bachmann wins the Ames Straw Poll."  The Washington Post (2011年8月13日), 2011年10月4日閲覧.
5. ↑  "Romney to skip Iowa, Florida straw polls." CBS News (2011年6月9日), 2011年10月4日閲覧.
6. ↑  Goldman, Russell (2011年1月4日). “Michele Bachmann Drops Out of Presidential Race”. ABC News 2012年1月23日閲覧。
7. ↑  “Midday with Gary Eichten”.   Minnesota Public Radio. 2012年1月5日閲覧。
8. ↑  Mitelman, Jenna (March 24, 2010), "Michele Bachmann on her love for Israel, and considering herself Jewish", TC Jewfolk, 2012年1月5日閲覧